# 原始纲鳞鳕
原始纲鳞鳕（学名：Nezumia proxima），又稱原始奈氏鱈，为长尾鳕科纲鳞鳕属的鱼类。分布于初于菲律宾南部莱特岛南等海区、以后又发现于日本南部千叶县、相模湾、骏河湾到九州等海域以及东中国海中部琉球海沟西侧水深979米海区等，属于深海底层鱼类。其多生活于西北太平洋热带及暖温带水深约717-1013.3米以及底质为软泥或珊瑚沙。该物种的模式产地在菲律宾南部莱特岛。